# Acciaierie d'Italia
Acciaierie d'Italia in amministrazione straordinaria S.p.A. è un'azienda italiana, attiva nella lavorazione dell'acciaio.
Costituita da Am InvestCo Italy S.p.A. ed Invitalia, il suo principale stabilimento sul territorio nazionale è rappresentato dalle acciaierie di Taranto in Puglia, maggior complesso industriale per la lavorazione dell'acciaio in Europa; altri stabilimenti sono a Genova Cornigliano in Liguria, Novi Ligure e Racconigi in Piemonte, Marghera in Veneto. Prima di giungere all'attuale assetto societario, l'azienda ha subito numerosi passaggi di proprietà: rinata nel 1989 sulle ceneri dell'Italsider come ILVA S.p.A., riprendeva la denominazione dalla Società Industria Laminati Piani e Affini (ILVA) del 1905, che a sua volta richiamava il nome latino dell'isola d'Elba, e dalla quale era estratto il minerale di ferro che alimentava i primi altiforni costruiti in Italia a fine Ottocento.
In amministrazione straordinaria dal 2015, nel gennaio 2016 fu bandita una gara per la sua vendita. A seguito della controversa procedura d'affidamento, in cui si scontrarono diverse considerazioni relative al piano industriale, riqualificazione ambientale e offerta economica, il 1° novembre 2018 ILVA entrò ufficialmente a far parte del colosso franco-lussemburghese ArcelorMittal, con partecipazioni di Intesa Sanpaolo e inizialmente di Marcegaglia, divenendo pertanto nota come ArcelorMittal Italia. Il 5 novembre 2019, tuttavia, ArcelorMittal comunicò l'intenzione di recedere dal contratto di cessione, procedendo entro 30 giorni alla restituzione ad Ilva, in amministrazione straordinaria; il 14 novembre l'amministratore delegato di ArcelorMittal Italia S.p.A. Lucia Morselli comunicò l'intenzione di chiudere gli impianti di Taranto, operazione che avrebbe dovuto concludersi entro il 15 gennaio 2020, e annullare gli accordi presi derivanti dalla vincita della gara di appalto. Tale decisione è stata successivamente impugnata dai commissari straordinari dell'Ilva e dal governo italiano.
Nelle operazioni della filiale italiana di ArcelorMittal è quindi subentrata una nuova azienda costituita da Am InvestCo Italy; ad aprile 2021, dopo l'entrata dell'agenzia governativa Invitalia nel capitale sociale della società, l'assemblea straordinaria ha deliberato l'aumento di capitale riservato ad Invitalia e ha sancito la modifica della ragione sociale di Am InvestCo Italy e delle sue controllate: la prima è divenuta Acciaierie d'Italia Holding, mentre ArcelorMittal Italia è diventata Acciaierie d'Italia.
Nel febbraio 2024 il ministro delle imprese Adolfo Urso ha ammesso con decreto Acciaierie di Italia (Adi) alla procedura di amministrazione straordinaria e ha nominato Giancarlo Quaranta commissario straordinario con l'obiettivo di rilanciare il gruppo e rendere la produzione al passo con le nuove tecnologie siderurgiche e ridurre l'impatto ambientale delle stesse 

## Storia
Queste le date principali nella storia dell'azienda:
- 1905: costituita la società anonima Ilva.
- 1911: nasce il "Consorzio Ilva".
- 1918: nasce Ilva Alti Forni e Acciaierie d'Italia..
- 1931: trasferimento della sede a Genova.
- 1934: il controllo societario passa all'IRI e, tre anni dopo, alla finanziaria Finsider.
- 1949: la Finsider costituisce a Roma la Nuova Italsider, Società Siderurgica Commerciale.
- 1961: fusione dell'Ilva con la Cornigliano Spa: nasce la Italsider Alti Forni e Acciaierie Riunite Ilva e Cornigliano.
- 1964: la ragione sociale diviene semplicemente Italsider.
- 1965: inaugurazione del IV Centro Siderurgico di Taranto.
- 1980: trasferimento a Genova della Nuova Italsider.
- 1981: la controllata Nuova Italsider rileva tutti i complessi aziendali eccetto quelli di Marghera e San Giovanni Valdarno.
- 1983: decisa la liquidazione societaria con cessione alla Finsider della partecipazione azionaria nella Nuova Italsider.
- 1986: deliberata la fusione per incorporazione della Nuova italsider nella Sirti del gruppo IRI-STET.
- 1989: conferimento dell'impianto di Cornigliano al gruppo Riva.
- 1989: Nasce ILVA spa, che assorbe Finsider e Nuova Italsider (così definita nel 1983).
- 1995: privatizzazione dell'Ilva, con cessione dell'impianto ex-Italsider di Taranto al gruppo Riva.
- 2012: commissariamento dell'Ilva.
- 2018: acquisizione da parte di ArcelorMittal con il cambio di denominazione in ArcelorMittal Italia S.p.A.
- 2021: ingresso da parte di Invitalia nella compagine societaria come socio di minoranza e nascita di Acciaierie d'Italia S.p.A.

L'Ilva/Italsider è stata una delle maggiori aziende siderurgiche italiane del XX secolo. La sua storia è centenaria e ha avuto inizio ai primi del Novecento, quando è nata per iniziativa di industriali del settentrione d'Italia come ILVA (nome che ha poi riacquistato dagli anni novanta).

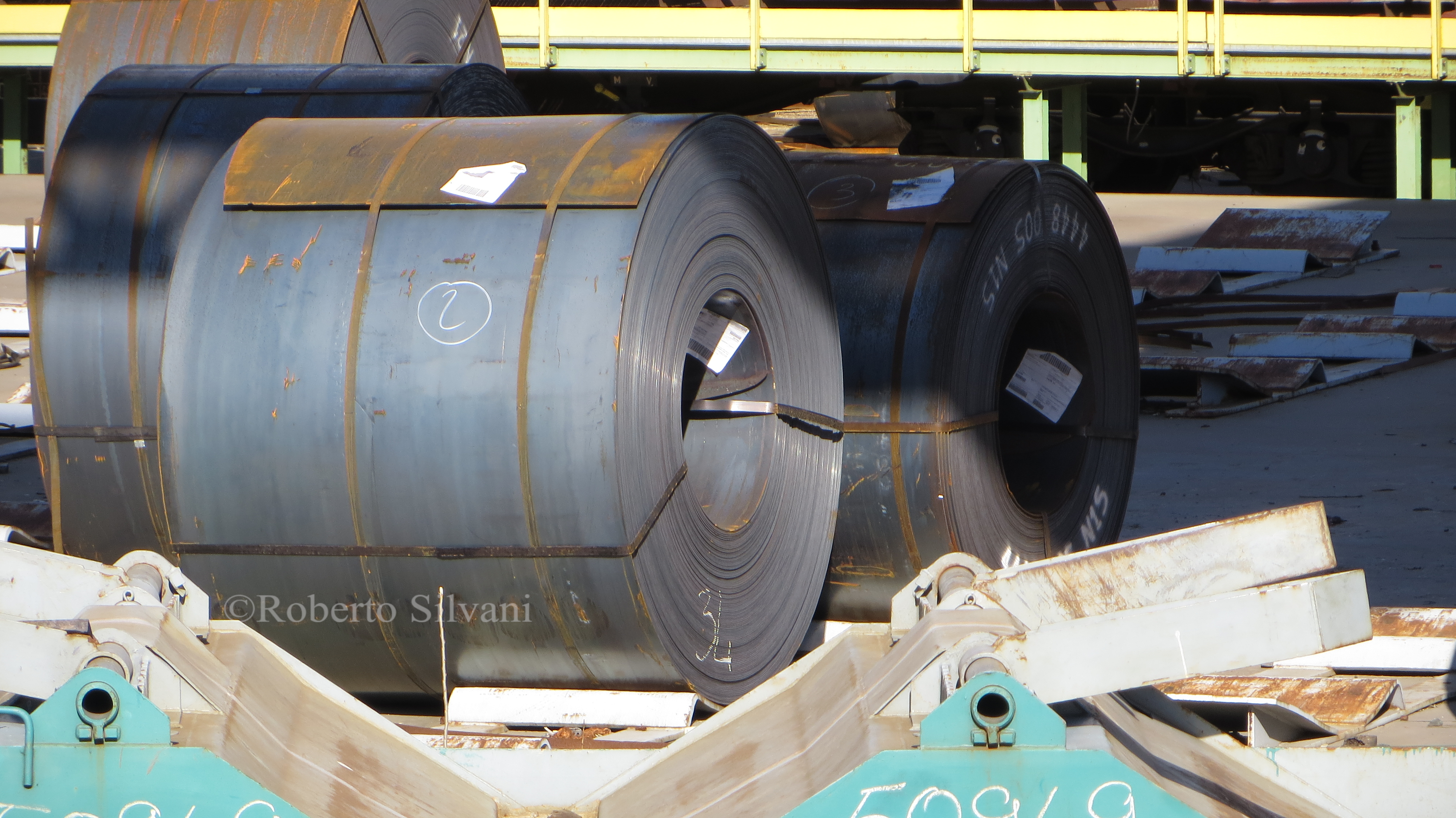
I Coils, grossi nastri di acciaio arrotolato, mediamente del peso di 30 tonnellate.

Nel periodo della prima guerra mondiale, per sfruttare le opportunità offerte dalle commesse belliche, l'Ilva si integrò a valle acquisendo aziende cantieristiche ed aeronautiche; questo richiese ingentissimi investimenti e conseguenti debiti, che, a guerra finita, misero l'Ilva in gravi difficoltà finanziarie.
Con la nascita dell'IRI la società è passata poi sotto il controllo pubblico stabilimenti a Genova-Cornigliano, Taranto e quello di Napoli-Bagnoli. Nella notte tra il 10 e l'11 marzo avviene il Bombardamento di Napoli del 1918 del dirigibile tedesco Zeppelin LZ 104 che partito dalla Bulgaria lancia bombe e colpisce anche l'ILVA di Bagnoli. Negli anni sessanta la società è diventata uno dei maggiori gruppi dell'industria di stato.
A fine anni ottanta, nel periodi di crisi del mercato dell'acciaio, ebbe diverse traversie economico-finanziarie, giunse nel 1983 alla liquidazione volontaria, cambiando il nome in "Nuova Italsider". Fu ristrutturata nel 1989 rinascendo con il nome di ILVA, che assorbiva anche la Finanziaria dell'IRI, la Finsider. Infine fu rilevata, nel 1995, con l'originario nome di ILVA, dal gruppo siderurgico Riva. La Nuova Italsider, ceduta da Finsider, rinacque con la costituzione del consorzio COGEA come Nuova Italsider Acciaierie di Cornigliano.
L'operazione di cessione a privati dello storico complesso - un tempo colosso della siderurgia - ha destato polemiche e perplessità in special modo fra dirigenza industriale, amministratori pubblici e popolazioni delle aree in cui si trovavano gli insediamenti produttivi,zone fortemente minate dall'inquinamento industriale provocato dalla presenza di altiforni.
Con gli anni novanta è iniziata la laboriosa opera di dismissione degli impianti produttivi e una riconversione delle aree precedentemente occupate dagli insediamenti siderurgici.

### Dalla fondazione alla prima guerra mondiale
L'atto di costituzione dell'ILVA, avvenuto nel capoluogo ligure, risale al 1º febbraio 1905 dalla fusione delle attività siderurgiche dei gruppi Elba (che operava a Portoferraio), Terni e della famiglia romana Bondi, che aveva realizzato un altoforno a Piombino.
Il capitale sociale iniziale della società anonima era di dodici milioni di lire e di esso facevano parte la società Siderurgica di Savona (controllata dalla società Terni), la Ligure Metallurgica e, in forma diretta, la stessa Terni.
Successivamente si aggiunse al capitale iniziale - portandolo a venti milioni - quello della Elba, il cui ingresso veniva a completare la compagine societaria.
Il gruppo base Terni-Elba - attivo nel settore dell'estrazione del minerale di ferro soprattutto nell'isola d'Elba - era controllato da esponenti della finanza genovese che intendevano sfruttare le agevolazioni programmate con la legge per il risorgimento economico di Napoli - varata nel luglio 1904 - che prevedeva l'installazione entro il 1908 di un grande impianto a ciclo integrato a Bagnoli.
L'Ilva era stata costituita, con il sostegno governativo, per realizzare il polo siderurgico di Bagnoli, nell'ambito dei progetti di sviluppo industriale del Mezzogiorno, elaborati dal meridionalista Francesco Saverio Nitti, allora semplice deputato. Lo stabilimento avrebbe goduto di agevolazioni per comprare il minerale ferroso a prezzo basso e, nel contempo, lo stato erigeva forti barriere doganali contro la concorrenza delle più efficienti imprese straniere.
Nel 1911 la società entrò a far parte del "Consorzio siderurgico" o "Consorzio Ilva", che comprendeva anche gli Altiforni di Piombino della famiglia Bondi, nonché la società Elba, la Siderurgica di Savona, la Ligure metallurgica e le Ferriere Italiane, queste ricollegabili alla Terni.
Dopo aver vanamente tentato la scalata della Terni, nel 1918 il finanziere romano Massimo Bondi si impadronì dell'Ilva, della Siderurgica di Savona, della Ligure metallurgica e delle Ferriere italiane, e le incorporò nella sua Piombino, di cui cambiò la ragione sociale in Ilva - Altiforni e acciaierie d'Italia.

### L'ingresso IRI e gli anni dell'Italsider

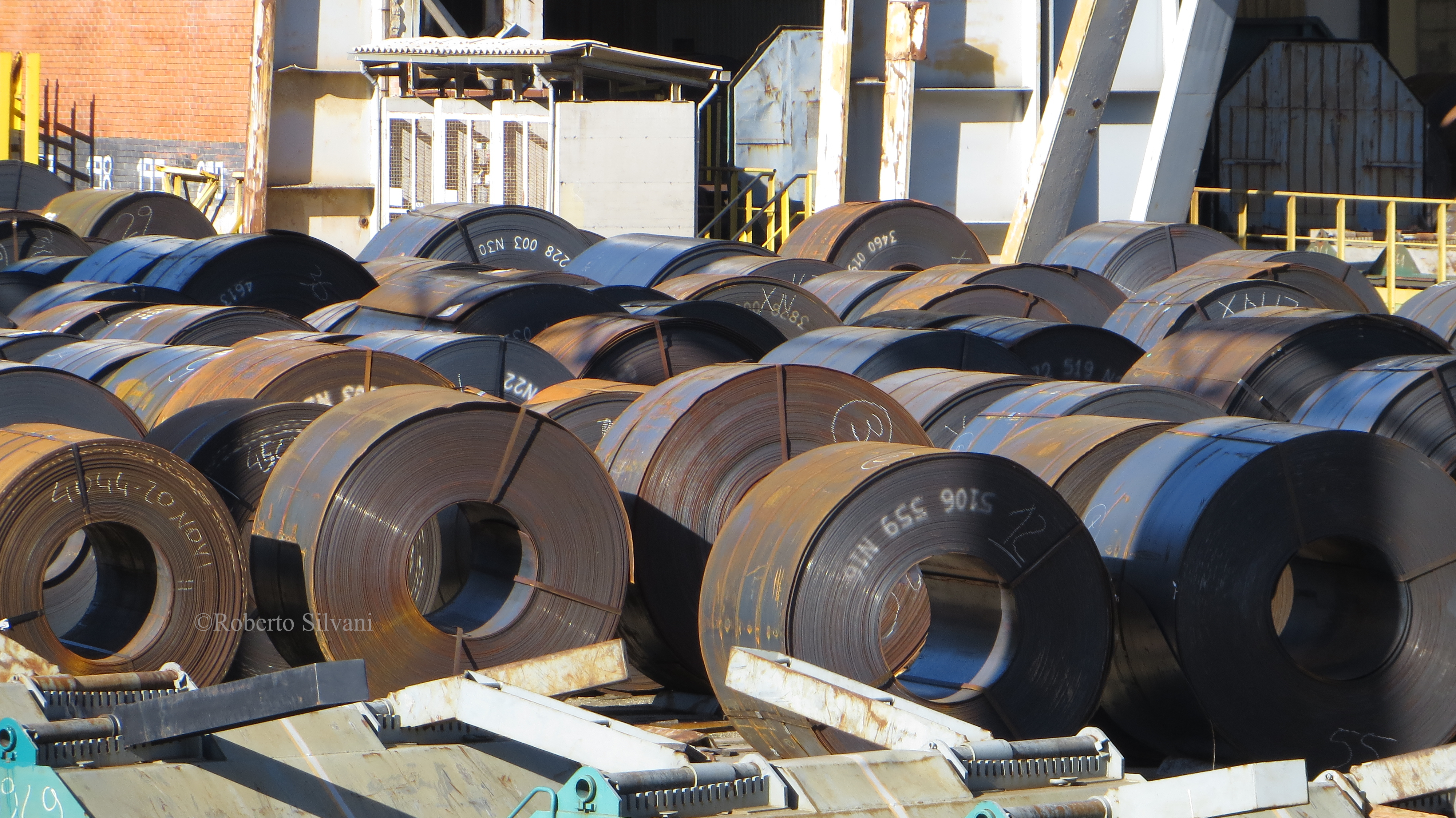
I Coils, prodotto di punta dello Stabilimento. L'articolo forse maggiormente prodotto. Rotoli, pesantissime bobine di acciaio destinate anche al settore automotive, ovvero produzione di automobili e mezzi di trasporto in genere.

Nel 1921 scoppiò una nuova crisi siderurgica, causata da una ripresa delle esportazioni americane. Le acciaierie italiane erano indebitate per costruire impianti sovradimensionati, perciò soccombettero. Il valore di listino dell'Ilva crollò. In questa situazione la Banca Commerciale Italiana e il Credito Italiano, le maggiori creditrici dell'azienda, ne rilevarono la proprietà assieme a quella di numerose imprese siderurgiche minori.
In seguito alla crisi del 1929, anche la Banca Commerciale Italiana e il Credito Italiano entrarono in crisi e, insieme a tante altre aziende, dovettero essere salvate dallo stato, attraverso l'IRI. Così anche l'Ilva e tutte le altre imprese possedute dalla Banca Commerciale passarono in mano pubblica: tutta la siderurgia italiana a ciclo integrale (altiforni di Portoferraio, Piombino, Bagnoli e Cornigliano) era posseduta dallo Stato attraverso l'IRI.
Con l'immediato secondo dopoguerra, e grazie soprattutto alla conseguente espansione della domanda di acciaio per l'industria automobilistica e dell'elettrodomestico, l'Ilva aveva avuto agio di rafforzare - passando nel frattempo sotto il controllo pubblico attraverso la finanziaria Finsider - la propria predominanza sul mercato.
Punto di forza del nuovo fausto periodo era lo stabilimento "Oscar Sinigaglia" di Cornigliano, in Val Polcevera. Questo nuovo stabilimento permise a Genova di diventare un polo di attrazione per i lavoratori di tutta Italia, in particolar modo dal Sud. Per l'edificazione dello stabilimento Oscar Sinigaglia e del vicino aeroporto di Sestri Ponente si dovette abbattere il 14 aprile 1951 lo storico Castello Raggio.Il riempimento delle aree a mare su cui sorsero gli stabilimenti e il contiguo Aeroporto di Genova-Sestri venne realizzato dalla ditta Berta Autotrasporti che si avvalse di automezzi militari come Mack M123, Diamond T tank transporter e AEC Matador acquistati dall'Esercito americano e dall'Esercito inglese e riconvertiti a civile. Conclusa la fase di riempimento la Berta Autotrasporti procedette con il trasporto in loco degli enormi altiforni come carichi eccezionali e della maggior parte dei materiali necessari alla realizzazione degli stabilimenti.
Terminata la costruzione, Berta Autotrasporti diventerà partner principale delle Acciaierie di Cornigliano fino al primo decennio degli Anni 2000, assistendo anche al cambio di denominazione in Italsider prima e in Ilva successivamente, trasportando ogni loro prodotto in qualsiasi parte del Nord Italia, grazie a contratti in esclusiva. Berta Autotrasporti si è rivelata fondamentale per la realizzazione della Società, anche potendo vantare un parco automezzi in grado di movimentare coils, lamiere, cilindri, lingottiere, siviere e qualsiasi prodotto dello stabilimento in genere, sia per tipologia che per volumi di merci trasportate. Per il trasporto su strada dei coils ci si avvaleva di speciali rimorchi e semirimorchi di lunghezza standard di 12,5 metri ma dotati di una fenditura longitudinale centrale a tutta lunghezza sul pianale larga circa 50 cm: la Botola. Il rotolo veniva appoggiato, tramite gru, con il proprio asse maggiore parallelo all'asse longitudinale del rimorchio in modo da farlo adagiare, anche se per poche decine di centimetri, all'interno dell'apposita apertura. Questa tecnica unita all'enorme peso del manufatto, mediamente intorno alle 30 tonnellate, consentiva al rotolo di viaggiare fino a destinazione senza alcun sistema di ritenuta, nella massima sicurezza.
Nel 1961 le Acciaierie di Cornigliano si fusero con l'ILVA - Alti Forni e Acciaierie d'Italia e la nuova impresa assunse la denominazione sociale di Italsider - Alti Forni e Acciaierie Riunite ILVA e Cornigliano (solo Italsider nel 1964).

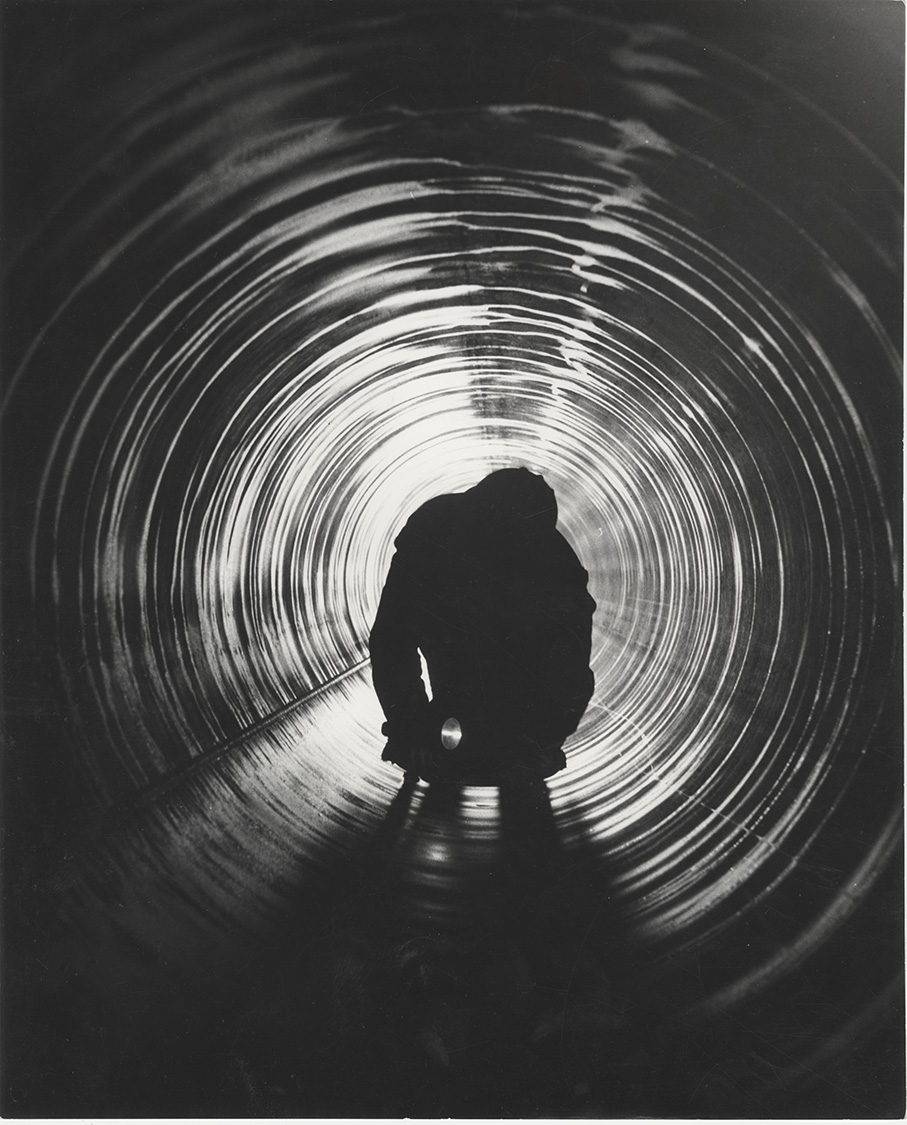
Immagine del centro siderurgico ITALSIDER di Taranto nel 1963.

Nel 1965 fu inaugurato il nuovo polo siderurgico di Taranto. Perciò nei successivi decenni l'attività dell'Italsider si articolerà soprattutto sui quattro "poli siderurgici" di Cornigliano, Piombino, Bagnoli e Taranto, cui si aggiungevano gli stabilimenti minori.
Un quinto polo siderurgico era stato progettato negli anni settanta a Gioia Tauro, ma non verrà mai realizzato, perché nel frattempo il settore era entrato in crisi.
Negli anni sessanta l'Italsider promosse la propria immagine attraverso grandi artisti. L'iniziativa più famosa in questo senso fu la mostra Sculture nella città, organizzata nell'estate del 1962 nell'ambito della V edizione del Festival dei Due Mondi. Grandi artisti come Alexander Calder, Pietro Consagra, Henry Moore, Arnaldo Pomodoro, David Smith realizzarono nei diversi stabilimenti Italsider, e con l'aiuto delle maestranze, le opere di grandi dimensioni esposte a Spoleto.
Importante fu anche l'attività cinematografica dell'impresa, che finanziò il documentario per la televisione L'età del ferro di Roberto Rossellini e commissionò i documentari industriali ai Fratelli Taviani, a Valentino Orsini, a Piero Nelli.
Una sanzione dell'importanza simbolica della grande impresa siderurgica venne anche dalla scelta di papa Paolo VI di celebrare la messa di Natale del 1968 nello stabilimento Italsider di Taranto.
Nel marzo del 1980, durante una crisi del mercato dell'acciaio, ci fu una importante visita nello stabilimento Italsider di Taranto del Presidente della Repubblica, Sandro Pertini, che volle pranzare con gli operai nella loro mensa.

Negli anni settanta all'Italsider di Cornigliano si radicarono in modo particolarmente profondo le Brigate Rosse, tanto che al loro interno si costituì una "Brigata Italsider". Nel 1978 fu arrestato l'operaio Francesco Berardi che distribuiva volantini brigatisti in fabbrica. Come risposta, nel 1979 le Brigate Rosse uccisero il sindacalista Guido Rossa che l'aveva denunciato.

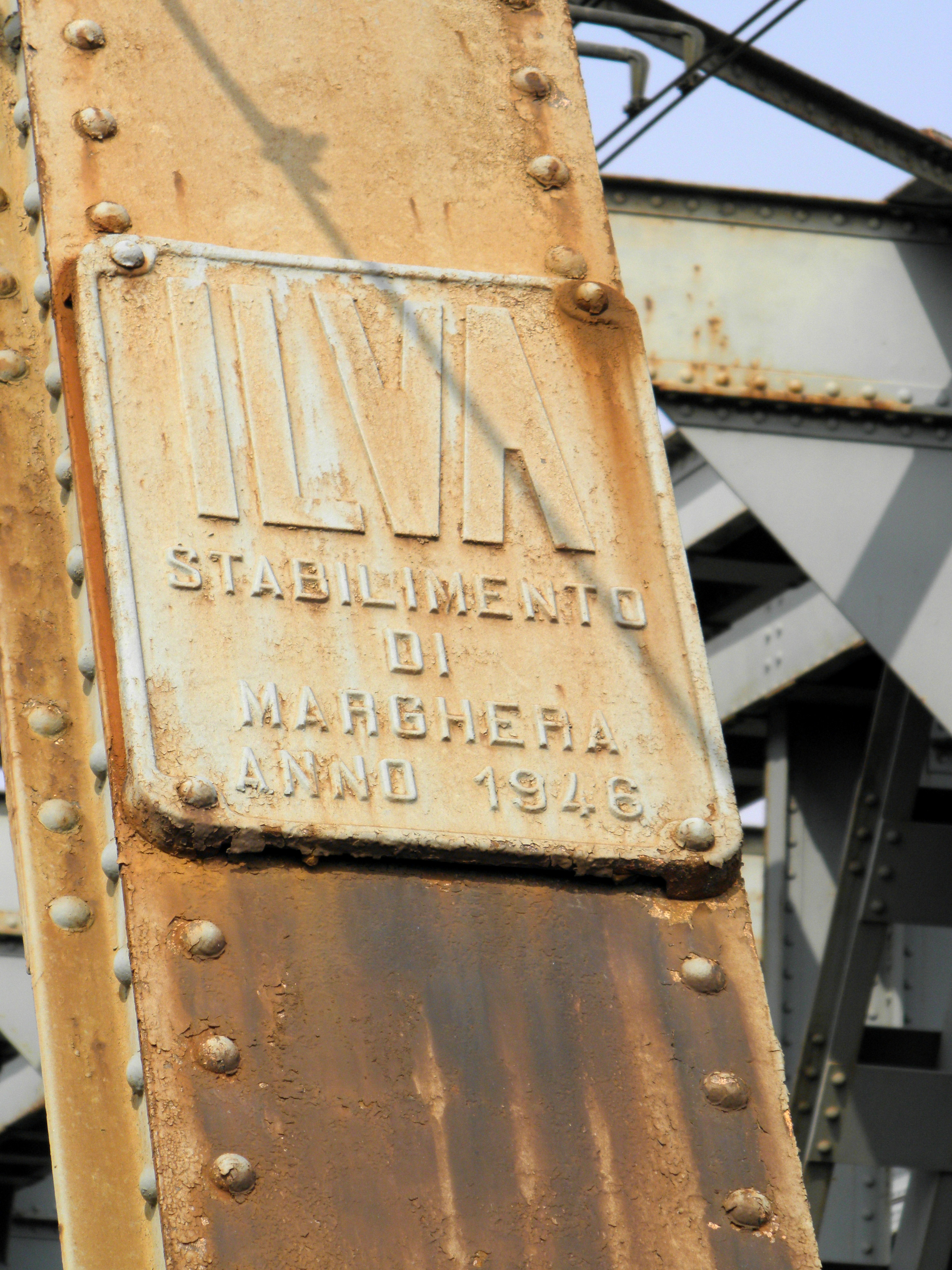
Targa metallica posta sul ponte ferroviario della ferrovia Padova-Bologna che attraversa il fiume Adige tra Granzette, frazione di Rovigo, e Boara Pisani.

### La famiglia Riva e il ritorno a Ilva
La successiva crisi del settore, registrata negli anni ottanta, ne ha poi provocato un grave stato di crisi.
La denominazione Ilva fu ripresa nel 1988 quando Italsider e Finsider furono messi in liquidazione e scomparvero. La "nuova" Ilva, fondata da Giovanni Gambardella, fu smembrata alla vigilia del processo di privatizzazione; già ceduto l'impianto di Cornigliano e chiuso quello di Bagnoli, l'acciaieria di Piombino fu venduta al gruppo bresciano Lucchini, mentre l'attività più significativa, il grande polo siderurgico di Taranto, passò nel 1995 al Gruppo Riva. 
Nell'impianto di Taranto la nuova proprietà Riva organizza un sistema di punizione dei dipendenti non allineati alle direttive aziendali circa la novazione dei contratti di lavoro, denominato Palazzina LAF, dal nome dell'omonima palazzina, adiacente al Laminatoio a Freddo, priva di strumenti di lavoro e suppellettili, in cui i dipendenti venivano portati per la prima volta dai vigilanti e trascorrevano l'orario di lavoro senza prestare alcuna attività. Questo evento tramite una serie di esposti alla Procura della Repubblica diverrà noto a livello nazionale, rappresentando il primo caso di mobbing della storia italiana, le cui tristi vicende verranno raccontante nel libro di Alessandro Leogrande, Fumo sulla città, da cui verrà tratto il film Palazzina Laf di Michele Riondino.

### Dai commissari ad ArcelorMittal Italia
Nel 2012 una vasta inchiesta per reati ambientali e di inquinamento ("Fabbrica fonte «di malattia e morte» scrivono i giudici") porta la Procura di Taranto ad ordinare il sequestro senza facoltà d'uso degli impianti dell'area a caldo. Per salvaguardare lo stabilimento e l'occupazione, lo Stato ha avviato la procedura di commissariamento della società e avviato una gara internazionale per una riassegnazione della stessa.
La Am Investco, cordata formata da ArcelorMittal e Marcegaglia è stata scelta per avviare le trattative di acquisizione. Nel novembre 2018 diventa ufficialmente di proprietà di ArcelorMittal e prende il nome di ArcelorMittal Italy: le vecchie insegne vengono tolte.
Nel gennaio 2019 la Corte europea dei diritti dell'uomo di Strasburgo accoglie i ricorsi presentati nel 2013 e 2015 da 180 cittadini che vivono nei pressi dello stabilimento di Taranto e condanna l'Italia per non aver tutelato il diritto alla salute dei cittadini. Il 5 novembre 2019 Arcelor Mittal comunica l'intenzione di recedere dal contratto di cessione, procedendo alla restituzione ad Ilva, in amministrazione straordinaria, entro 30 giorni. Tale annuncio, vista anche la perdita di migliaia di posti di lavoro che comporterebbe tale chiusura, dà inizio a una lunga battaglia tra azienda, sindacati e governo, con il lancio di vicendevoli accuse e richieste di indennizzi.

### La nascita di Acciaierie d'Italia
Il 15 aprile 2021, con il versamento della relativa quota è stato sancito l'ingresso di Invitalia, l'Agenzia nazionale per l'attrazione degli investimenti e lo sviluppo d'impresa, nel capitale sociale di AM InvestCo Italy S.p.A., con una partecipazione del 38% del capitale sociale. La restante partecipazione del 62% resta in capo al Gruppo ArcelorMittal, che non esercita più attività di direzione e coordinamento su AM InvestCo Italy S.p.A. Il gruppo è stato di conseguenza rinominato Acciaierie d'Italia S.p.A. e tutte le società controllate hanno assunto una nuova denominazione. Nel febbraio 2024 il Ministro Urso dichiara l'ammissione dell'azienda all'Amministrazione Straordinaria. Nuovo commissario straordinario è l’ing. Giancarlo Quaranta che dal 1 marzo successivo è affiancato dai professori Giovanni Fiori e Davide Tabarelli. 

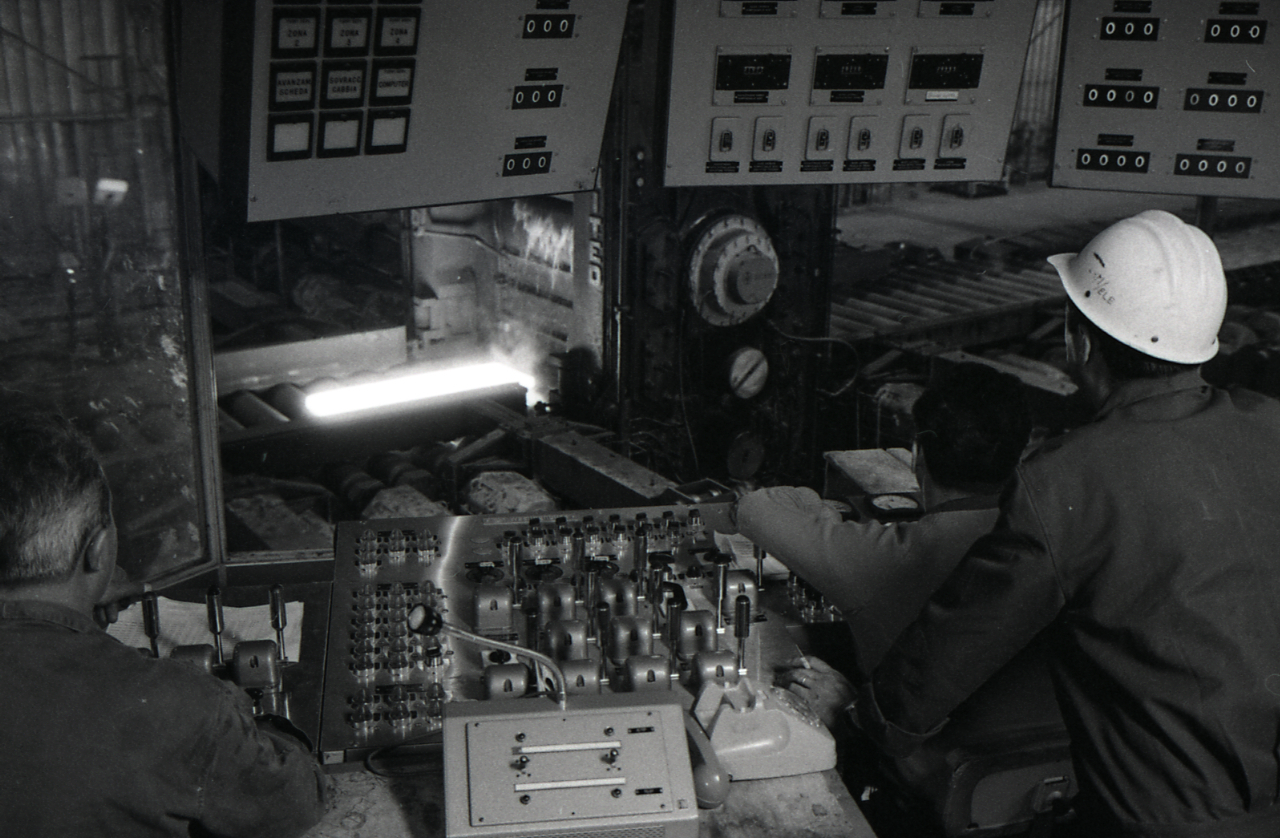
Laminatoio Italsider a Taranto nel 1964

Logo dell'Ilva fino al 2018

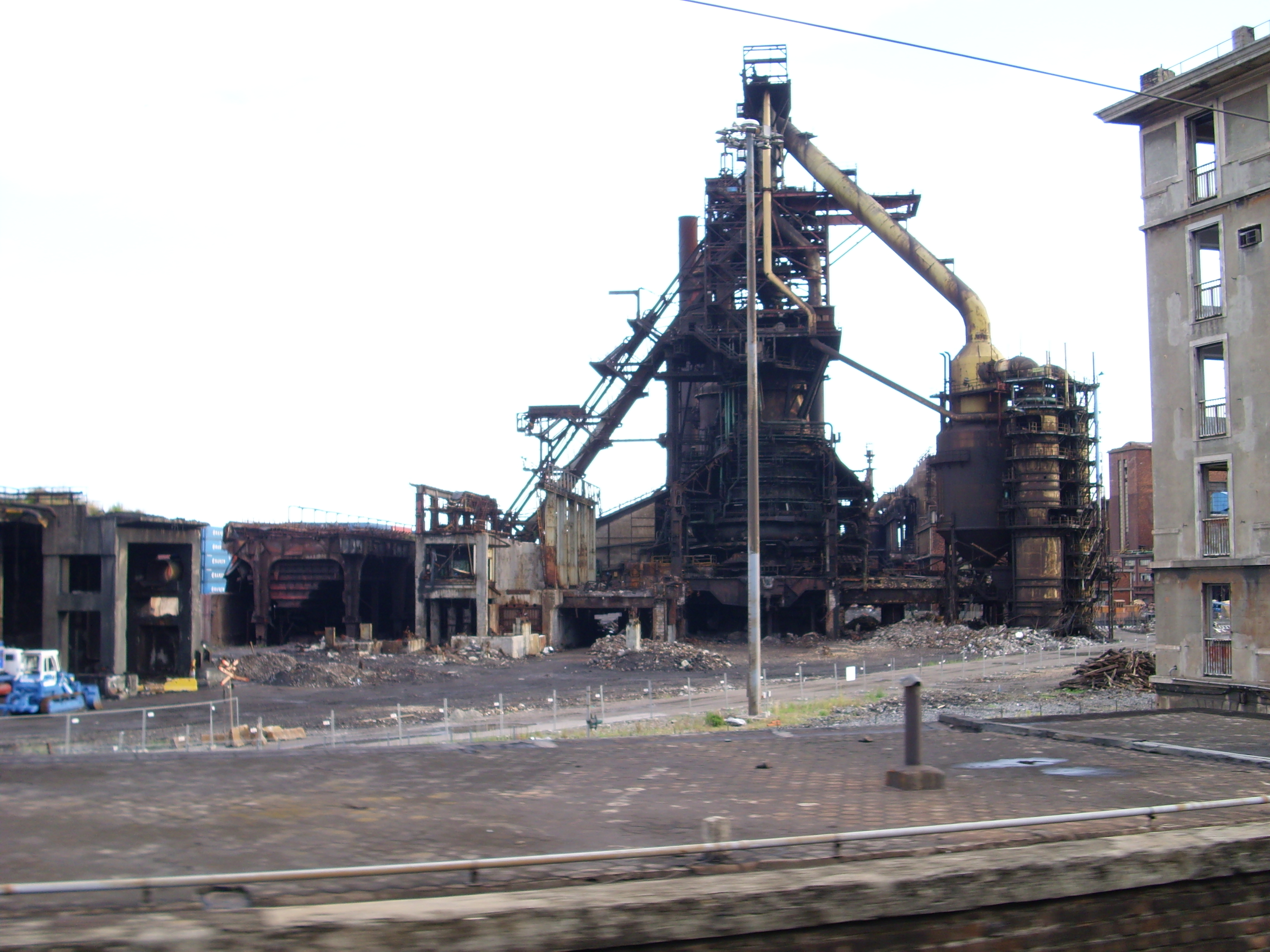
Altoforno in dismissione a Cornigliano (Genova)

## Impatto ambientale
L'Ilva è al centro di un vasto dibattito per il suo impatto ambientale sia a Taranto sia a Genova. Le sue emissioni sono state oggetto di diversi processi penali per inquinamento che si sono conclusi in alcuni casi e gradi di giudizio con la condanna di Emilio Riva e di altri dirigenti.

### Genova
A Genova nel 2002 sono state chiuse le cokerie per il loro impatto sulla salute, in particolare nel quartiere di Cornigliano, nelle cui vicinanze sorge lo stabilimento siderurgico. In seguito l'unico altoforno di Cornigliano rimasto in funzione (l'altro altoforno era già fermo da diverso tempo) ha utilizzato coke importato dall'estero, in prevalenza dalla Cina. Da notare che già nel 1998 era stato chiuso l'impianto di agglomerazione del minerale, con notevole aumento della difficoltà per mantenere in funzione il ciclo siderurgico, venendo a mancare una delle materie prime principali per la marcia della produzione. Si optò per la marcia a pellet, utilizzando pellet importato dall'estero. Uno studio epidemiologico ha evidenziato una relazione tra polveri respirabili (diametro inferiore o uguale a 10 micron o PM10) emesse dagli impianti siderurgici ed effetti sulla salute. Lo studio epidemiologico attesta che nel quartiere di Cornigliano nel periodo 1988-2001, la mortalità complessiva negli uomini e nelle donne risulta costantemente superiore al resto di Genova. Nel luglio 2005 è stato spento anche l'altoforno numero 2 dello stabilimento di Cornigliano. Finisce l'era della siderurgia a caldo a Genova con notevole abbattimento dell'inquinamento e un aumento di disoccupazione.

### Taranto

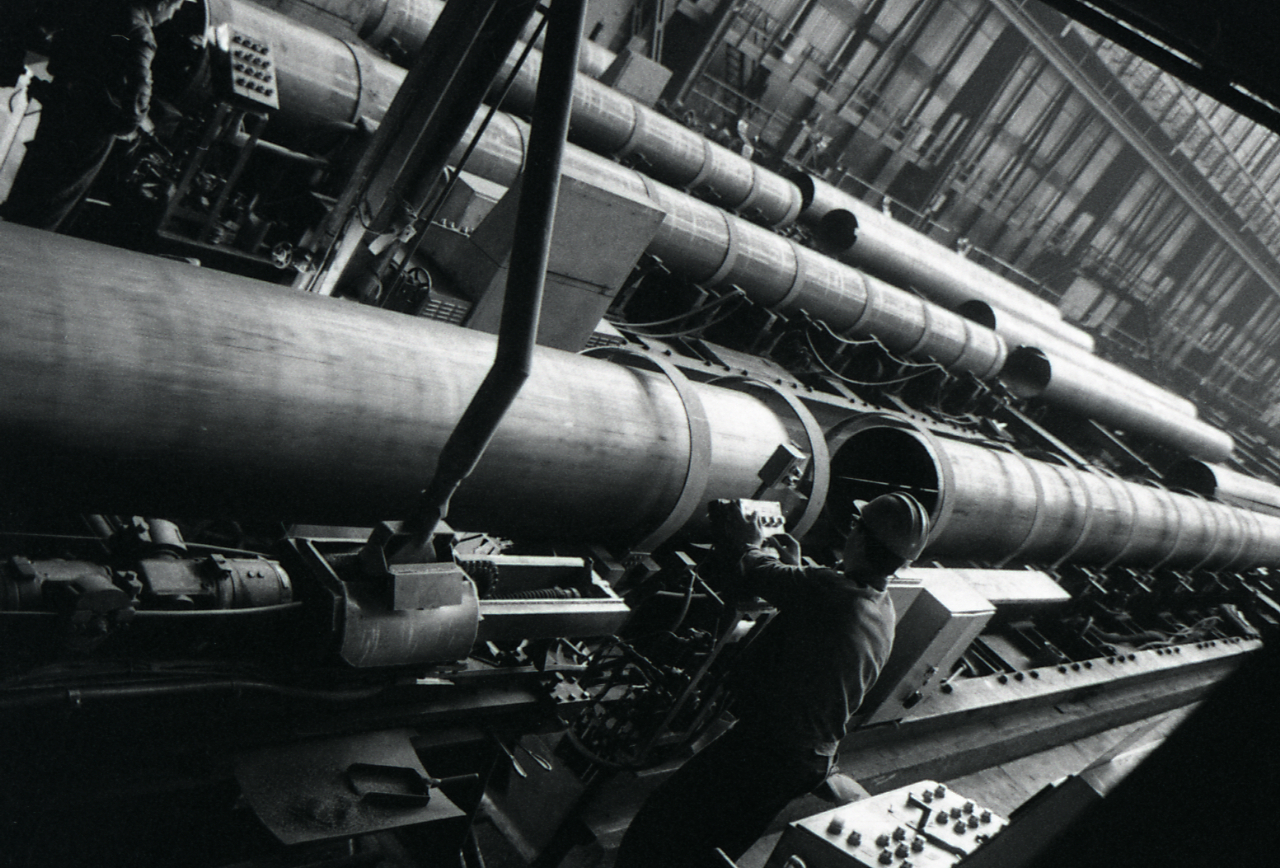
Stabilimento di Taranto nel 1964, foto di Paolo Monti

Lo stabilimento Ilva di Taranto è localizzato nel quartiere Tamburi e, precisamente, nell'area compresa tra la Strada statale 7 Via Appia, la Superstrada Porto-Grottaglie, la Strada Provinciale 49 Taranto-Statte e la Strada provinciale 47, per una superficie complessiva di circa 15 450 000 metri quadrati.
L'impianto fu costruito nelle immediate vicinanze del quartiere Tamburi, che attualmente può contare circa 18 000 abitanti. Il quartiere, già esistente, si sviluppò ulteriormente negli anni a seguire grazie anche agli interventi di edilizia popolare destinati proprio agli operai dello stabilimento.
Nel 2012 sono state depositate presso la Procura della Repubblica di Taranto due perizie, una chimica e l'altra epidemiologica, nell'ambito dell'incidente probatorio che vede indagati Emilio Riva, suo figlio Nicola, Luigi Capogrosso, direttore dello stabilimento siderurgico, e Angelo Cavallo, responsabile dell'area agglomerato. A loro carico sono ipotizzate le accuse di disastro colposo e doloso, avvelenamento di sostanze alimentari, omissione dolosa di cautele contro gli infortuni sul lavoro, danneggiamento aggravato di beni pubblici, getto e sversamento di sostanze pericolose e inquinamento atmosferico.
Sarebbero particolarmente inquinanti i 70 ettari di parchi minerali per via delle polveri, che fungono da veicolanti dei gas nocivi, le cokerie che emettono soprattutto benzo(a)pirene, ed il camino E312 dell'impianto di agglomerazione per quanto riguarda la diossina.
A dicembre del 2019, il Tribunale di Taranto ha confermato il sequestro e lo spegnimento dell'altoforno 2, secondo le modalità tecniche precedentemente concordate con la proprietà. Il giudice ha respinto la richiesta di un'ulteriore proroga di 14 mesi da parte dell'ILVA allo scadere dei 3 concessi dal giudice per l'automazione del campo di colata. Il 17 dicembre l'azienda ha depositato il ricorso di appello al Tribunale del Riesame, che ha fissato la prima udienza per il 30 dicembre. 

Nel contempo, Arcelor Mittal ha confermato la cassa integrazione straordinaria per 3 500 lavoratori, per 1 273 dei quali era già stata chiesta una seconda proroga della CIGO motivata dalla crisi della domanda di settore.

## Amministrazione straordinaria
Dal gennaio 2015, la società è in amministrazione straordinaria ex Legge Marzano.

### Obiettivi di ambientalizzazione
L'8 settembre 2018 il vicepresidente del consiglio dei ministri Luigi Di Maio ha promesso alla popolazione e alla stampa una riduzione delle emissioni fino al 20%.
Il 24 aprile 2019 ha convocato a Taranto 23 associazioni coinvolte nel caso ILVA, smentito dal Presidente di Peacelink in merito all'abbattimento promesso.

## Unità produttive in Italia

### Unità produttiva di Taranto
L'unità produttiva a ciclo integrale di Taranto dispone dei seguenti impianti:
- 12 batterie di forni per coke (6 in funzione)
- 5 altiforni: uno in funzione (AFO 4), uno demolito (AFO 3), uno fermo a causa di un incidente senza feriti (AFO 1), uno fermo per interventi di messa in sicurezza (AFO 5), e uno in attesa di avvio e ripristino (AFO 2).
- 2 impianti di agglomerazione minerale (1 in funzione linee D ed E)
- 2 acciaierie LD:
  - 1 LD con 3 convertitori da 330 t
  - 1 LD con 3 convertitori da 350 t.
- 5 colate continue a due linee per bramme
- 2 decapaggi ad acido cloridrico
- 2 treni di laminazione a caldo per nastri. Il primo fermo, l'altro in funzione.
- 1 decatreno (decapaggio di acido cloridrico + treno di laminazione a freddo)
- 1 Impianto di rigenerazione di acido cloridrico con tre forni ad arrostimento
- 1 linea di elettrozincatura
- 2 linee di zincatura a caldo
- 1 impianto di ricottura statica con 54 forni e 125 basi
- 1 treno tandem Temper
- 1 treno lamiere quarto a due gabbie
- 1 tubificio a saldatura longitudinale ERW
- 2 tubifici a saldatura longitudinale SAW
- 1 tubificio a saldatura elicoidale SAW da nastri / lamiere (dismesso)
- 4 impianti per rivestimento interno ed esterno di tubi in polietilene, resine epossidiche, FBE
- linee di finitura e taglio
- Inoltre, una centrale termoelettrica di circa 800 MW gestita dalla società in house Taranto Energia, che utilizza i gas siderurgici ivi prodotti.

### Unità produttiva di Genova Cornigliano

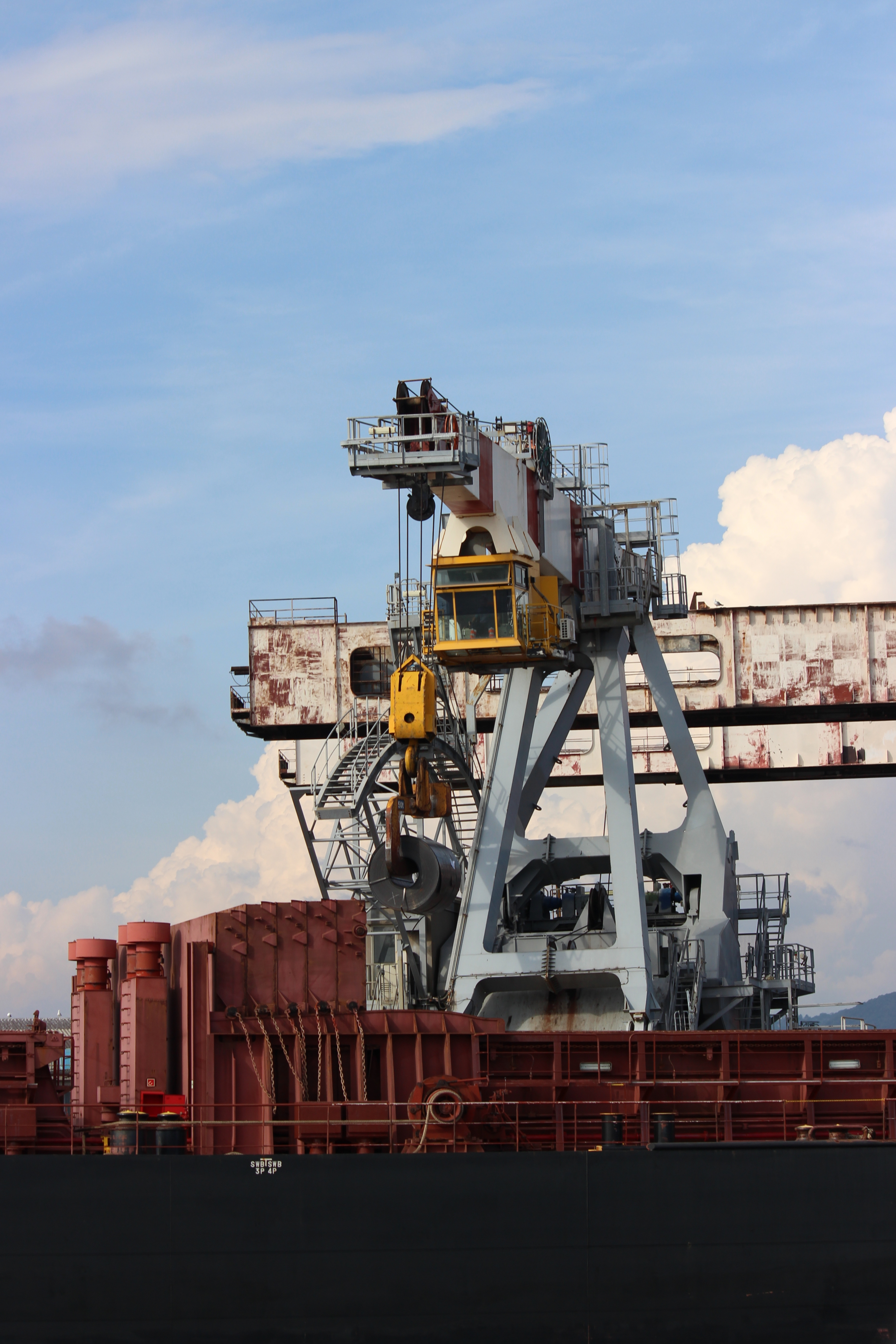
Una gru dei moli delle acciaierie di Cornigiliano intenta a movimentare un rotolo di lamiera d'acciaio in una foto del 2014.

L'unità produttiva di Genova dispone dei seguenti impianti:
- 1 linea di decapaggio ad acido cloridrico
- 1 decatreno (decapaggio ad acido cloridrico + treno di laminazione a freddo in linea)
- 1 linee di ricottura continua
- 1 treno temper
- 2 linee di stagnatura / cromatura elettrolitica
- 2 linee di zincatura a caldo
- 1 linea di rifilatura coils
- linee di finitura e taglio decapati e stagnati

### Unità produttiva di Novi Ligure

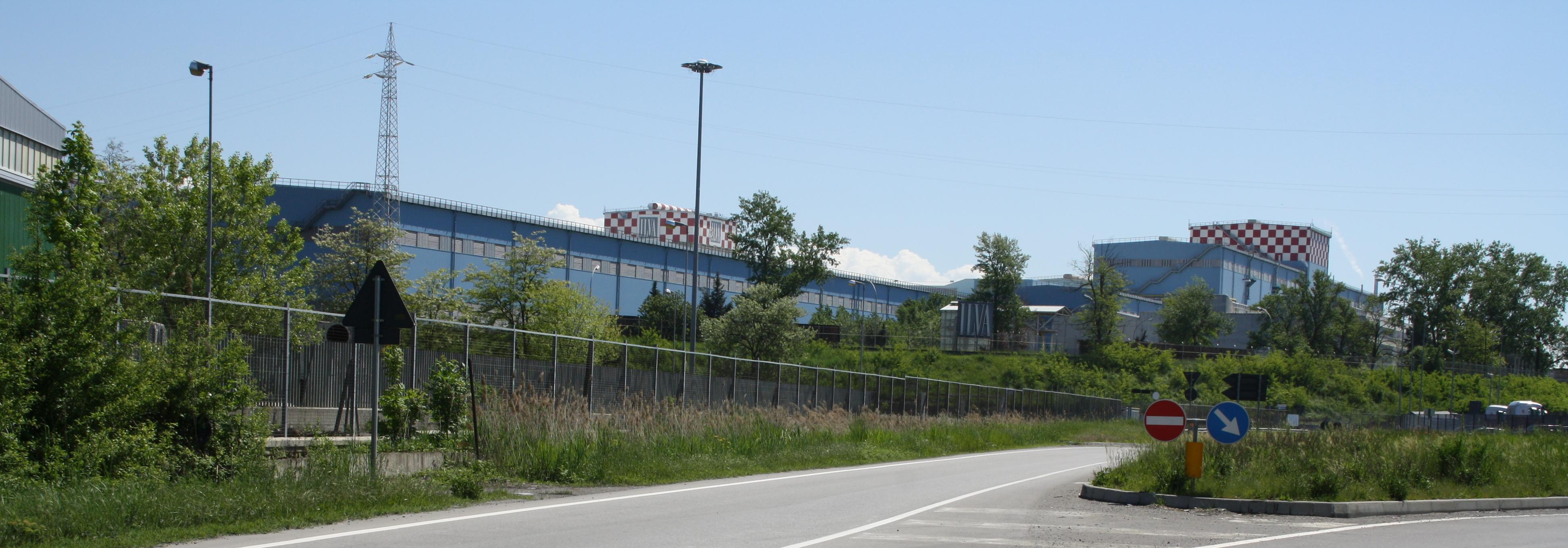
Lo stabilimento ILVA di Novi Ligure (AL)

L'unità produttiva di Novi Ligure dispone dei seguenti impianti:
- 1 decatreno (decapaggio ad acido cloridrico + treno di laminazione a freddo in linea)
- 1 linea di ricottura continua
- 1 linea di ricottura statica a idrogeno; 24 basi 12 forni
- 1 linea di zincatura a caldo
- 1 linea di zincatura a caldo / alluminiatura
- 1 linea di elettrozincatura
- linee di finitura e taglio

Dal 1933 l'ILVA entrò in società con la Provincia di Alessandria costituendo la Società Ferroviaria Val d'Orba (FVO), per l'esercizio della ferrovia Frugarolo - Basaluzzo che rappresentava un'infrastruttura strategica per il trasporto delle merci a servizio dello stabilimento. L'impianto fu soppresso nel 1948.

### Unità produttiva di Racconigi
L'unità produttiva di Racconigi dispone dei seguenti impianti:
- 7 linee per tubi profilati cavi saldati longitudinalmente
- 3 linee di taglio

### Unità produttiva di Marghera
L'unità produttiva di Marghera, disponeva dei seguenti impianti:
- 1 linea di elettrozincatura
- 1 linea di preverniciatura
- linee di finitura e taglio

Il sito è un polo logistico per lo scarico e carico di materiale siderurgico proveniente dallo Stabilimento di Taranto via mare.

### Altre aziende
- INNSE CILINDRI S.r.l. ex divisione della Innocenti Sant'Eustacchio produttrice di rulli pressofusi con stabilimento a Brescia.[52]
- SANAC S.p.a. produttrice di refrattari con stabilimenti a Gattinara, Grogastu, Massa e Vado Ligure.[52]
- AdI Tubiforma S.r.l.(ex Ilvaform S.p.a.) azienda produttrice di profilati in ferro con stabilimento a Salerno.[53]
- AdI Servizi Marittimi S.r.l. azienda che si occupa del trasferimento via mare dei materiali tra Genova e Taranto.[54]
- AdI Socova S.a.s con sede a Saint-Denis e stabilimento a Sénas in Francia.[55]
- Adi Energia S.r.l che gestisce le centrali elettriche site all'interno dello stabilimento di Taranto.[55]
- Tillet S.a.s con sede a Châtillon-le-Duc in Francia.

## Strutture produttive del passato

### Italia
- Acciaierie e fonderie Ansaldo di Campi con sede a Campi (Genova). Venduta ad investitori privati nel 1986, venne poi chiusa nel 1989.
- Acciaieria di Piombino venduta ad investitori privati nel 1992 ora parte del Gruppo Jindal.
- Breda Siderurgica con sede a Sesto San Giovanni. Chiusa nel 1992.
- Cogne (azienda) venduta ad investitori privati nel 1994.
- Dalmine (azienda) venduta ad investitori privati nel 1996 ora parte del Gruppo Techint.
- Ferriera di Servola venduta ad investitori privati nel 1988 e successivamente parte del Gruppo Arvedi. Chiusa nel 2020.
- Ferriera del Valdarno venduta ad investitori privati nel 1990.
- Ferriera del Vesuvio con sede a Torre Annunziata. Chiusa negli anni cinquanta del novecento.
- Fonderie Ilva di Follonica con sede a Follonica. Chiuse nel 1960.
- Stabilimento Ilva di Bagnoli chiuso nel 1992.
- Stabilimento di Savona venduta ad investitori privati nel 1990. Venne poi chiuso nel 1994.
- Unità produttiva di Patrica; disponeva dei seguenti impianti: una linea di zincatura a caldo / alluminiatura, due linee di finitura e taglio. Chiusa nel 2014.
- Unità produttiva di Varzi (ex Zincor). Chiusa nel 2009.

### Estero
- Tunisacier e Ilva Maghreb: stabilimento di laminazione per prodotti piani e centro servizi con sede in Tunisia. Venduti ad investitori privati nel 2017.[56]
- Hellenic Steel Company S.A, Salonicco controllata greca.

## Opere dedicate
- Alla storica ILVA di inizio Novecento è stata intitolata a Genova una via del quartiere di Carignano, la stessa in cui si trovavano gli uffici poi spostati nella vicina via Corsica.
- Dino Buzzati sceneggiò  Il pianeta acciaio. di Emilio Marsili (1962), raffinato documentario sull'Italsider e sugli stabilimenti di Taranto, Bagnoli, Cornigliano e Piombino.
- Il regista e documentarista Virgilio Tosi ha realizzato, in due riprese, una serie di mediometraggi sull'azienda: La professione di capo (1963, cinque mediometraggi), e Operazione Qualità (1966, tre mediometraggi).
- Nel 1964 il compositore Luigi Nono ha dedicato la sua opera La fabbrica illuminata agli operai della Italsider di Genova[57].
- L'ex Italsider di Bagnoli è al centro del romanzo La dismissione, dello scrittore napoletano Ermanno Rea.
- La storia dello stabilimento Italsider di Genova è stata pubblicata nel libro La caduta dei giganti d'acciaio, di Sergio Fera, chimico industriale e metallurgista che vi ha trascorso la vita lavorativa.
- La storia dello stabilimento di Taranto raccontata dallo storico Salvatore Romeo, il quale compito è quello di indagare con oggettività lucida su una vicenda complessa nel tentativo di sottrarla ad improduttive esasperazioni mediatiche e populistiche.
- In diverse canzoni del cantautore Edoardo Bennato viene citata l’Italsider. Tra queste le più note sono “Vendo Bagnoli” e “Nisida”.
- Il rapper pugliese Kid Yugi dedica una canzone all’Ilva, Ilva (Fume scure rmx)(feat. Fido Guido), contenuta all’interno del disco I nomi del Diavolo.
- Nella canzone “Vieni a ballare in Puglia” di Caparezza si parla proprio della grave situazione di inquinamento ambientale nella città di Taranto causata da questa azienda; la parte di testo in cui ne parla è questa: “Ma qui nel golfo c'è puzza di zolfo, che sta arrivando il demonio,abbronzatura da paura con la diossina dell'ILVA,qua ti vengono pois più rossi di Milva e dopo assomigli alla Pimpa”

## Nella cultura di massa
Senza mai essere nominata, ma chiamata col nome generico di "Megaditta", l'Italsider è entrata nella cultura collettiva italiana grazie alle popolari saghe di Ugo Fantozzi e Giandomenico Fracchia. È infatti dalla sua esperienza lavorativa nel gruppo siderurgico di stato che l'ex-impiegato Paolo Villaggio ha attinto l'ispirazione per descrivere i personaggi e le situazioni della vita aziendale.
L'Ilva è stata citata anche da Fido Guido nella canzone "Fume scure", e poi citata nuovamente anche da Kid Yugi in "Ilva (Fume scure rmx)(Feat Fido Guido).
Viene citata, inoltre, da Edoardo Bennato, nella canzone "Sogni".